# Landesliga
La Landesliga (tedesco:  "lega territoriale") è il 7º livello calcistico in gran parte della Germania, una serie sotto la Verbandsliga. In Baviera, Sassonia, Turingia, Brema, Bassa Sassonia e Amburgo le Landesligen sono appena sotto alla Oberliga e quindi al 6º livello. Le squadre retrocesse passano nella Bezirksoberliga.
All'interno di ogni Land la Landesliga è ulteriormente ripartita in divisioni o Staffeln, organizzate con criteri geografici.
Schleswig-Holstein ed Assia non hanno Landesligen.

## Landesligen di 6º livello
Dodici delle 45 Landesligen in Germania sono poste al 6º livello del sistema calcistico tedesco; queste sono così organizzate: 
| Lega                        | Promozione per    | Retrocessione per | Formazione |
| --------------------------- | ----------------- | --- | ---------- |
| Landesliga Sachsen          | NOFV-Oberliga Süd | Bezirksliga Chemnitz, Bezirksliga Leipzig, Bezirksliga Dresden                                                              | 1990       |
| Landesliga Thüringen        | NOFV-Oberliga Süd | Landesklasse Thüringen-Ost, Landesklasse-Thüringen-West                                                                     | 1990       |
| Landesliga Bayern-Süd       | Oberliga Bayern   | Bezirksoberliga Schwaben, Bezirksoberliga Oberbayern                                                                        | 1963       |
| Landesliga Bayern-Mitte     | Oberliga Bayern   | Bezirksoberliga Mittelfranken, Bezirksoberliga Oberpfalz, Bezirksoberliga Niederbayern                                      | 1963       |
| Landesliga Bayern-Nord      | Oberliga Bayern   | Bezirksoberliga Unterfranken, Bezirksoberliga Oberfranken                                                                   | 1963       |
| Landesliga Bremen           | Oberliga Bremen   | Bezirksliga Bremen, Bezirksliga Bremerhaven                                                                                 |            |
| Landesliga Hamburg-Hammonia | Oberliga Hamburg  | Bezirksliga Nord, Bezirksliga Ost, Bezirksliga Süd, Bezirksliga West                                                        |            |
| Landesliga Hamburg-Hansa    | Oberliga Hamburg  | Bezirksliga Nord, Bezirksliga Ost, Bezirksliga Süd, Bezirksliga West                                                        |            |
| Landesliga Braunschweig     | Niedersachsenliga | Bezirksliga Braunschweig 1, Bezirksliga Braunschweig 2, Bezirksliga Braunschweig 3, Bezirksliga Braunschweig 4              | 2006       |
| Landesliga Hannover         | Niedersachsenliga | Bezirksliga Hannover 1, Bezirksliga Hannover 2, Bezirksliga Hannover 3, Bezirksliga Hannover 4                              | 2006       |
| Landesliga Lüneburg         | Niedersachsenliga | Bezirksliga Lüneburg 1, Bezirksliga Lüneburg 2, Bezirksliga Lüneburg 3, Bezirksliga Lüneburg 4                              | 2006       |
| Landesliga Weser-Ems        | Niedersachsenliga | Bezirksliga Weser-Ems 1, Bezirksliga Weser-Ems 2, Bezirksliga Weser-Ems 3, Bezirksliga Weser-Ems 4, Bezirksliga Weser-Ems 5 | 2006       |

## Landesligen di 7º livello
Oltre che in quelli già citati, le Landesligen esistono anche negli Stati del Baden-Württemberg, Saarland, Renania-Palatinato (solo nella zona sud-ovest), Renania Settentrionale-Vestfalia, Meclemburgo-Pomerania Anteriore, Brandeburgo, Sassonia-Anhalt e Berlino, una categoria sotto le Verbandsligen.
Nel Baden-Württemberg:
- Landesliga Württemberg 1
- Landesliga Württemberg 2
- Landesliga Württemberg 3
- Landesliga Württemberg 4
- Landesliga Südbaden 1
- Landesliga Südbaden 2
- Landesliga Südbaden 3
- Landesliga Mittelbaden
- Landesliga Odenwald
- Landesliga Rhein/Neckar

Nel Saarland:
- Landesliga Saarland-Nordost
- Landesliga Saarland-Südwest

Nella  Renania-Palatinato:
- Landesliga Südwest-Ost
- Landesliga Südwest-West

Nella Renania Settentrionale-Vestfalia :
- Landesliga Niederrhein 1
- Landesliga Niederrhein 2
- Landesliga Niederrhein 3
- Landesliga Mittelrhein 1
- Landesliga Mittelrhein 2
- Landesliga Westfalen 1 Ost
- Landesliga Westfalen 2 Süd
- Landesliga Westfalen 3 West
- Landesliga Westfalen 4 Nord
- Landesliga Westfalen 5 Mitte

Nel Meclemburgo-Pomerania Anteriore:
- Landesliga Mecklenburg-Vorpommern-Ost
- Landesliga Mecklenburg-Vorpommern-West

Nel Brandeburgo:
- Landesliga Brandenburg-Nord
- Landesliga Brandenburg-Süd

Nella Sassonia-Anhalt:
- Landesliga Sachsen-Anhalt-Nord
- Landesliga Sachsen-Anhalt-Mitte
- Landesliga Sachsen-Anhalt-Süd

A Berlino:
- Landesliga Berlin 1
- Landesliga Berlin 2